# Gommerville (ancienne commune)
Pour les articles homonymes, voir Gommerville.
Gommerville est une ancienne commune française située dans le département d'Eure-et-Loir en région Centre-Val de Loire.
Le 1er janvier 2016, elle fusionne  avec sa voisine Orlu au sein de la commune nouvelle de Gommerville.

## Géographie

### Situation
Gommerville est un village au cœur de la Beauce, situé à 39 km de Chartres, 57 km d'Orléans et 76 km de Paris.

### Communes et département limitrophes
À l'est, Gommerville est limitrophe du département de l'Essonne, avec les communes d'Angerville, Pussay et Congerville-Thionville :
| Châtenay Vierville     | Oysonville  | Congerville-Thionville (Essonne) |
| Ardelu                 | Gommerville | Pussay (Essonne)                 |
| Baudreville Mérouville | Intréville  | Angerville (Essonne)             |

### Anciennes communes, lieux-dits et écarts

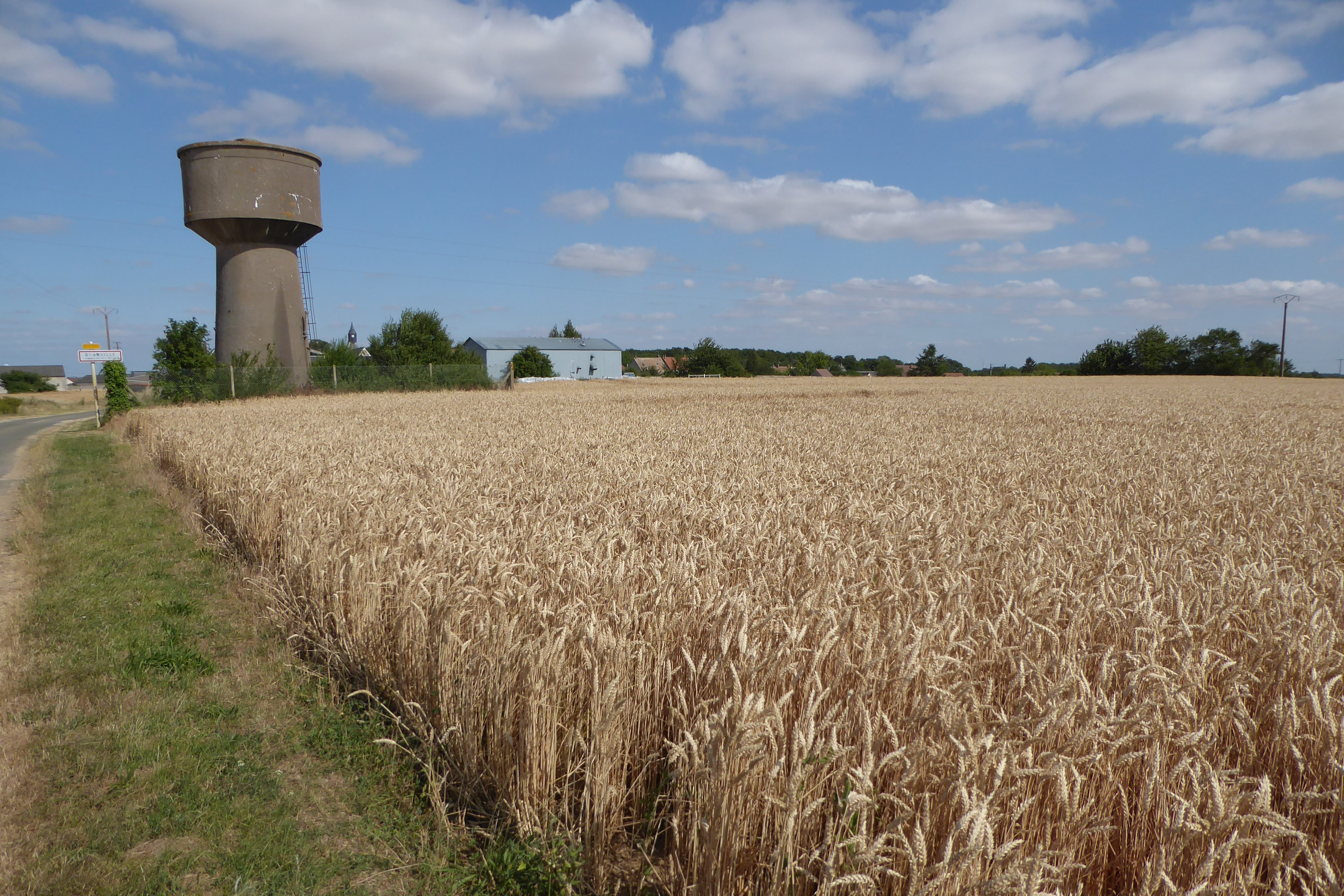
Entrée de Grandville.

- Arnouville : hameau situé au sud de la commune ;
- Bierville : hameau situé au sud-ouest de la commune ;
- Gaudreville : hameau situé au nord-est de la commune, ancienne commune ;
- Grandville : hameau situé au nord-est de la commune, ancienne commune ;
- Jodainville : lieu-dit situé au sud-est de la commune, partie de l'ancienne commune de Dommerville (Eure-et-Loir), rattachée partiellement en 1974 à Angerville (Essonne).

## Toponymie
Le nom de la localité est attesté sous la forme Gomariovilla en 690.

## Histoire

### Époque contemporaine

#### XIXesiècle
En 1833, Grandville absorbe Gaudreville pour former la commune de Grandville-Gaudreville.

#### XXesiècle
- En 1972, Gommerville absorbe Grandville-Gaudreville[4] ;
- Le 1er janvier 2016, Gommerville fusionne avec Orlu pour former une commune nouvelle.

## Politique et administration

### Liste des maires
| Période                                  | Période          | Identité        | Étiquette | Qualité     |
| ---------------------------------------- | ---------------- | --------------- | --------- | ----------- |
| avant 1995                               | ?                | Denis Nouvellon | DVD       |             |
| 1995                                     | 2001             | André Rebiffé   |           |             |
| mars 2001                                | 31 décembre 2015 | Xavier Doret    | SE        | Agriculteur |
| Les données manquantes sont à compléter. |                  |                 |           |             |

| Période          | Période  | Identité     | Étiquette | Qualité     |
| ---------------- | -------- | ------------ | --------- | ----------- |
| 1er janvier 2016 | En cours | Xavier Doret | SE        | Agriculteur |

## Démographie
L'évolution du nombre d'habitants est connue à travers les recensements de la population effectués dans la commune depuis 1793. À partir du 1er janvier 2009, les populations légales des communes sont publiées annuellement dans le cadre d'un recensement qui repose désormais sur une collecte d'information annuelle, concernant successivement tous les territoires communaux au cours d'une période de cinq ans. 
Pour les communes de moins de 10 000 habitants, une enquête de recensement portant sur toute la population est réalisée tous les cinq ans, les populations légales des années intermédiaires étant quant à elles estimées par interpolation ou extrapolation. Pour la commune, le premier recensement exhaustif entrant dans le cadre du nouveau dispositif a été réalisé en 2006,.
En 2013, la commune comptait 637 habitants, en évolution de +10,78 % par rapport à 2008 (Eure-et-Loir : +1,94 %, France hors Mayotte : +2,49 %).
| 1793 | 1800 | 1806 | 1821 | 1831 | 1836 | 1841 | 1846 | 1851 |
| ---- | ---- | ---- | ---- | ---- | ---- | ---- | ---- | ---- |
| 539  | 486  | 477  | 473  | 550  | 572  | 515  | 607  | 583  |

| 1856 | 1861 | 1866 | 1872 | 1876 | 1881 | 1886 | 1891 | 1896 |
| ---- | ---- | ---- | ---- | ---- | ---- | ---- | ---- | ---- |
| 600  | 555  | 547  | 505  | 502  | 434  | 421  | 422  | 418  |

| 1901 | 1906 | 1911 | 1921 | 1926 | 1931 | 1936 | 1946 | 1954 |
| ---- | ---- | ---- | ---- | ---- | ---- | ---- | ---- | ---- |
| 421  | 416  | 395  | 348  | 364  | 345  | 337  | 370  | 388  |

| 1962 | 1968 | 1975 | 1982 | 1990 | 1999 | 2006 | 2011 | 2013 |
| ---- | ---- | ---- | ---- | ---- | ---- | ---- | ---- | ---- |
| 397  | 350  | 445  | 417  | 459  | 473  | 570  | 607  | 637  |

## Économie
Pour un article plus général, voir Économie d'Eure-et-Loir.

### Agriculture

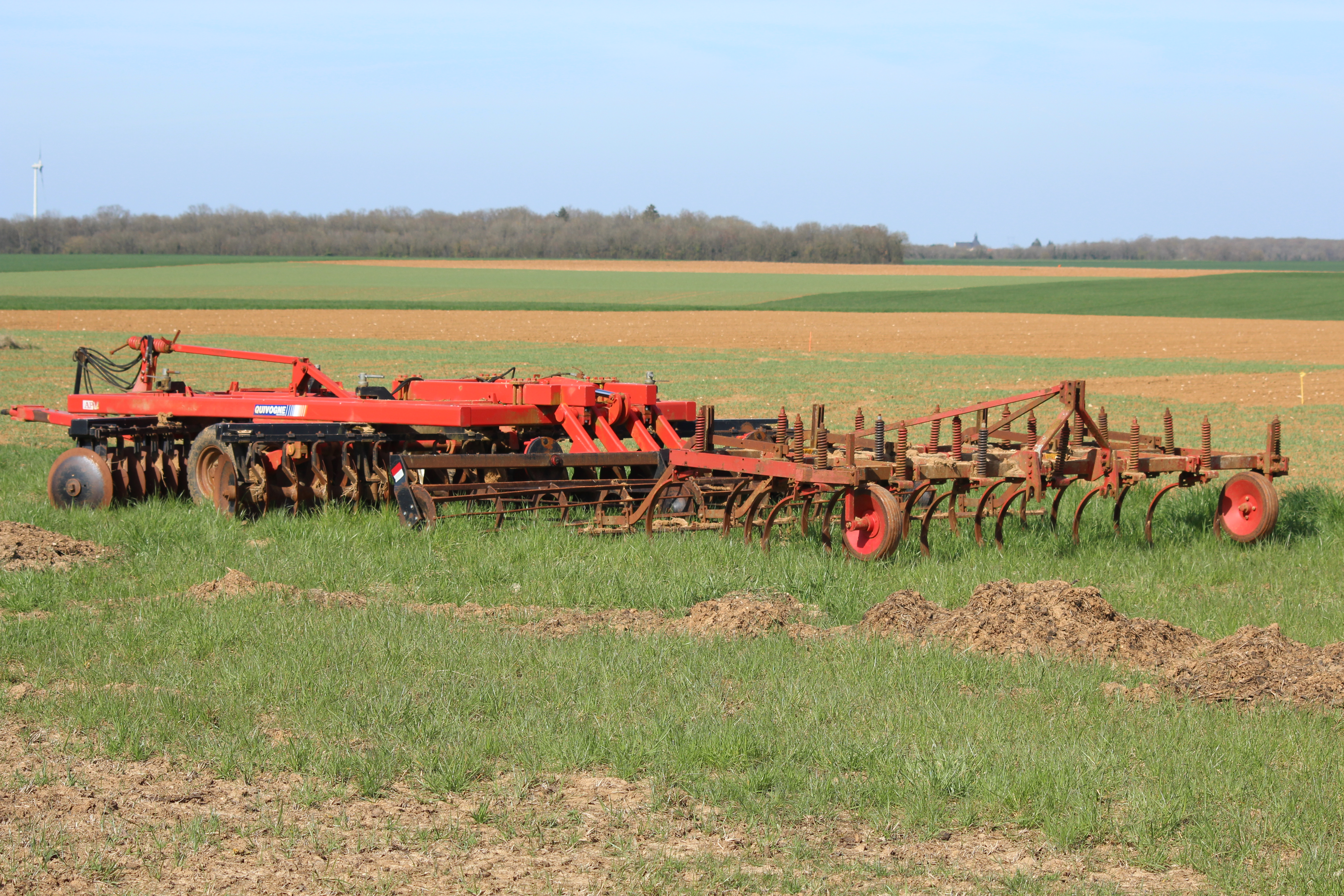
Herse à Gommerville en avril 2015.

17 agriculteurs cultivent les terres de Gommerville, soit 2500 ha, dans un système de grandes cultures sans animaux et sans prairies. Y sont produits :
- du blé dur
- du blé tendre
- du colza
- des pois protéagineux
- de l'orge
- de la betterave sucrière
- du maïs

Les principaux collecteurs sont les coopératives d'Étampes, la SCAEL (Société coopérative agricole d'Eure-et-Loir), et Boisseaux pour les céréales, oléagineux et protéagineux.
Les sucreries de Toury et d'Artenay collectent les betteraves sucrières, les Établissements Maingourd les légumes de plein champ et les établissements Denis les pommes de terre.

### Énergie éolienne

#### Éolienne Vergnet
En 2006, une plateforme d'essais, avec une turbine Vergnet d'une puissance de 275 kW, a été implantée sur le territoire de la commune.

Éolienne Vergnet à Gommerville
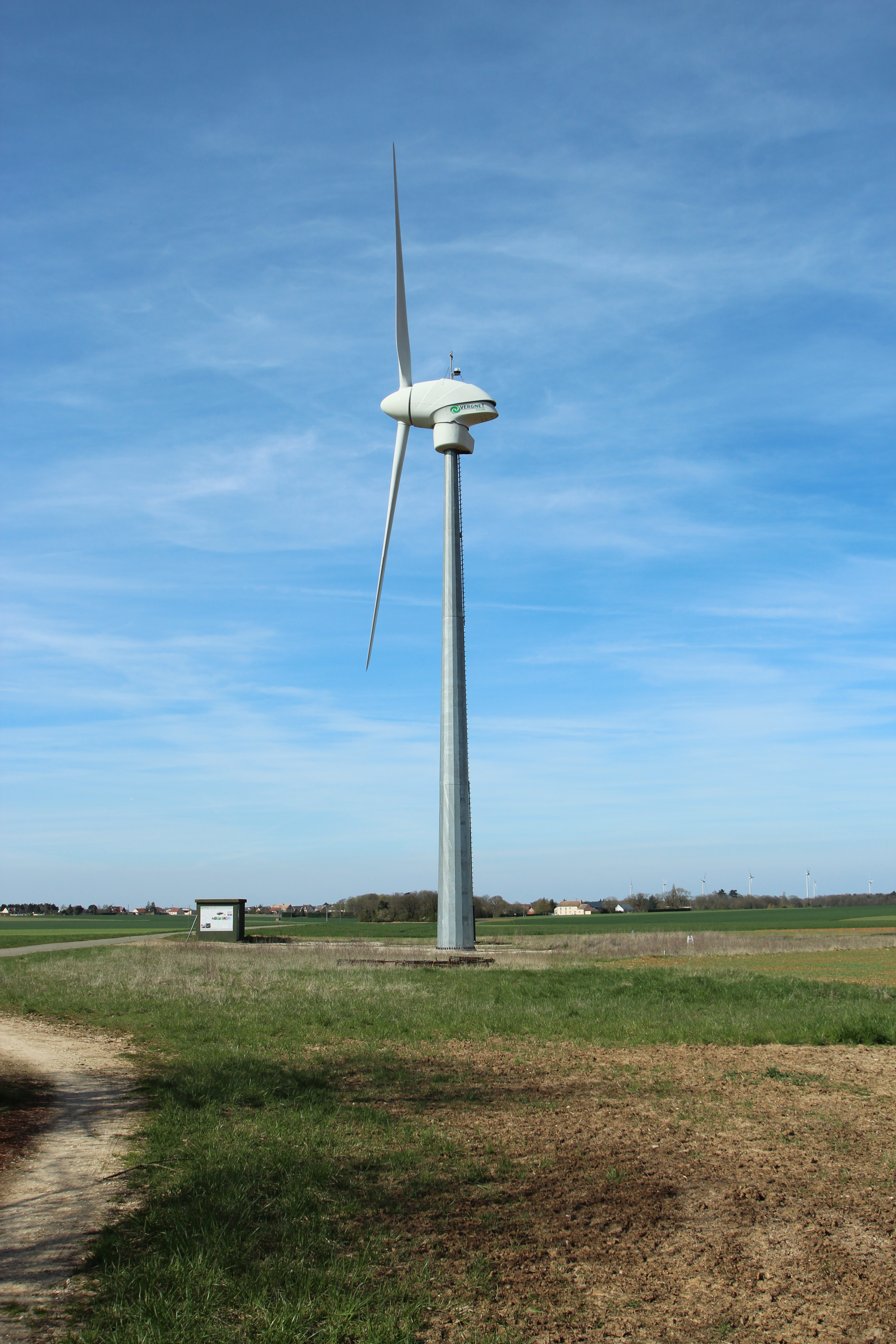
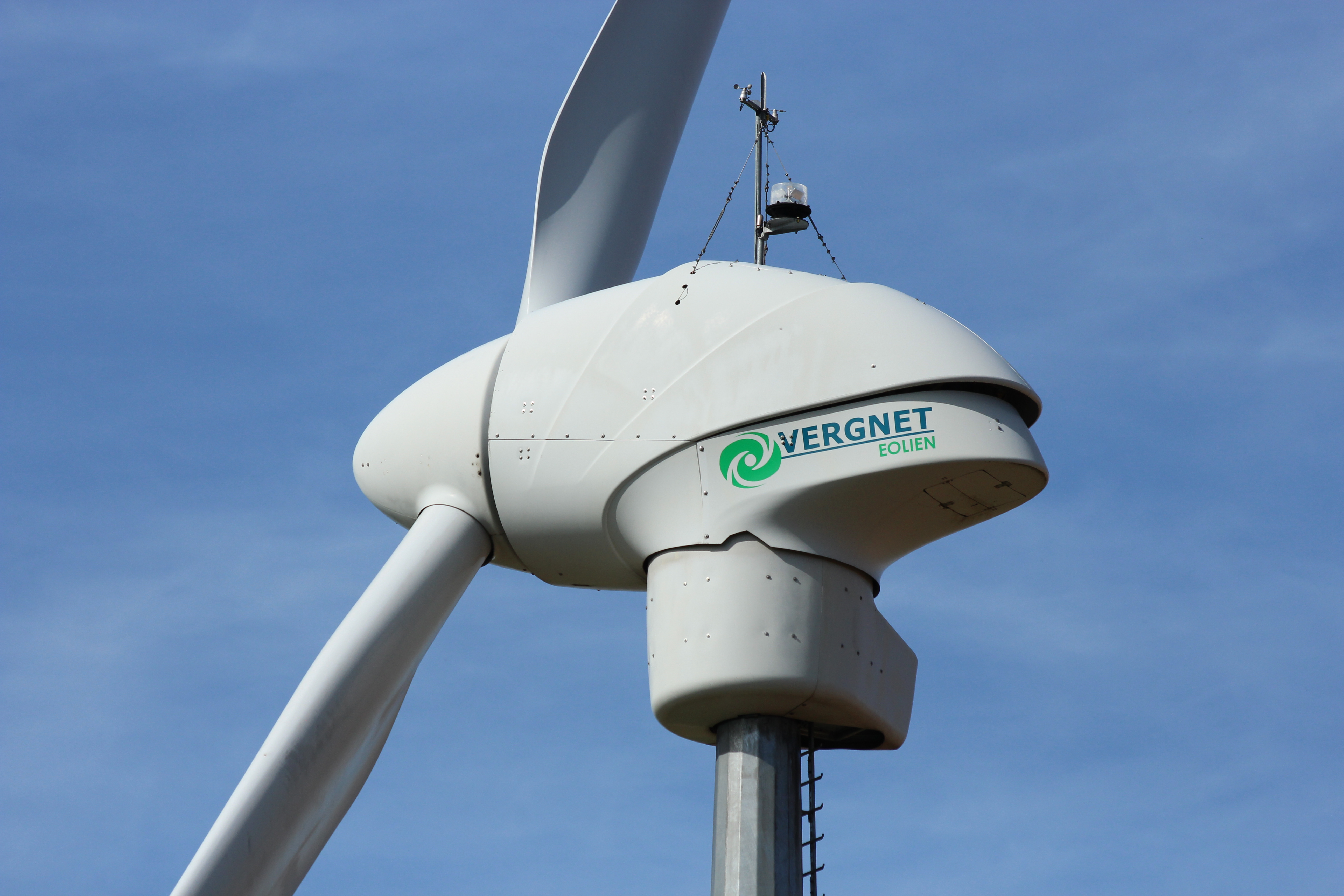
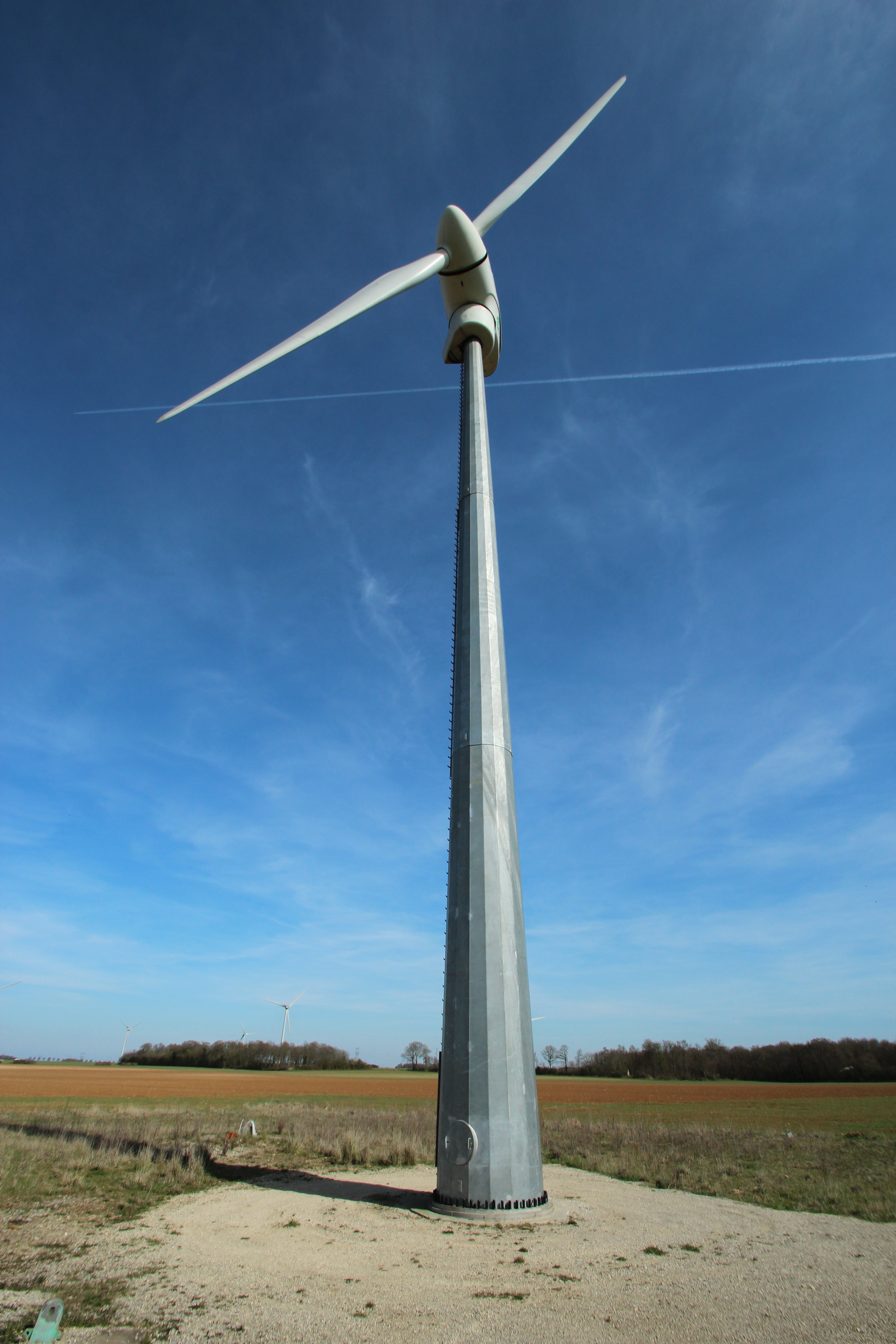
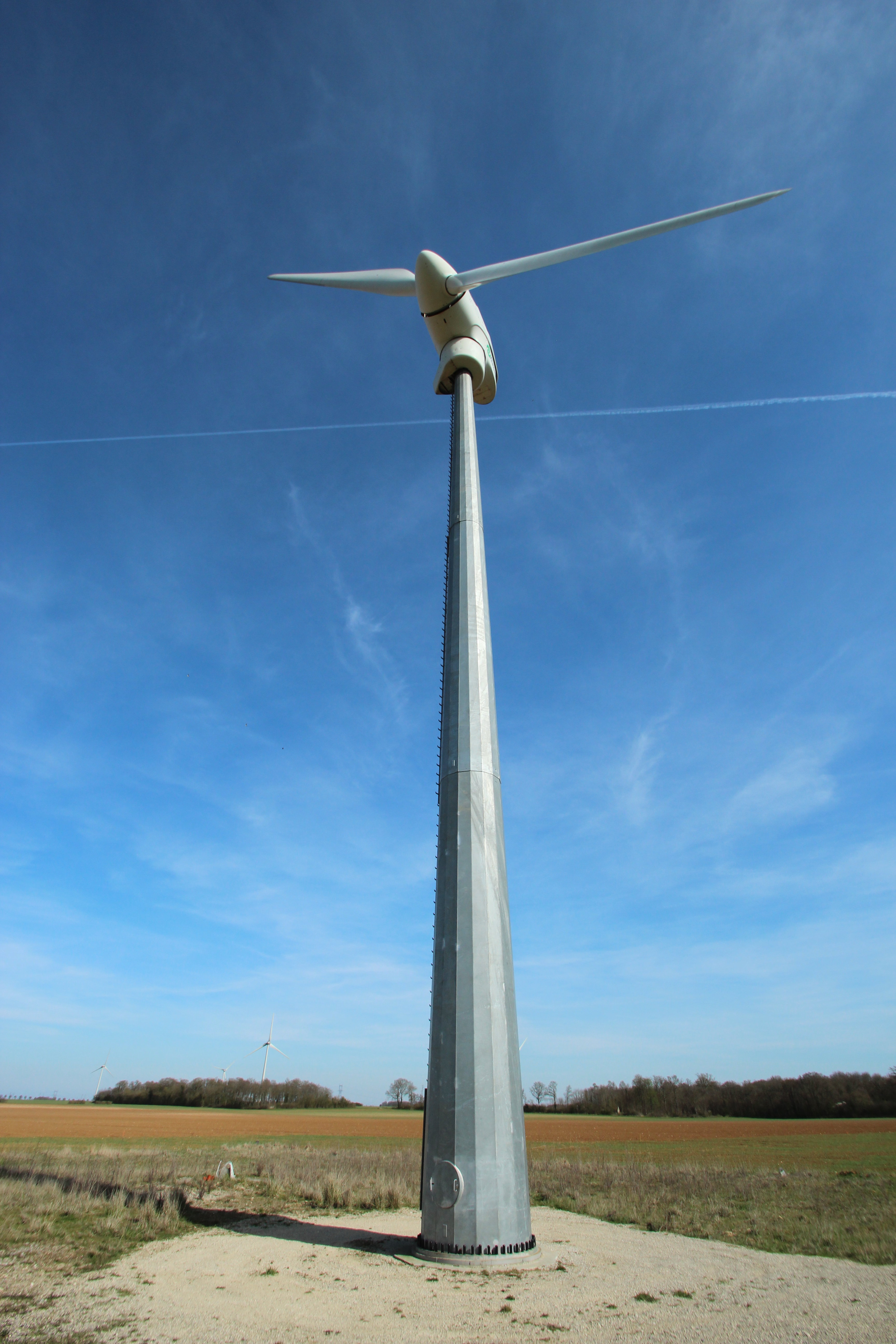
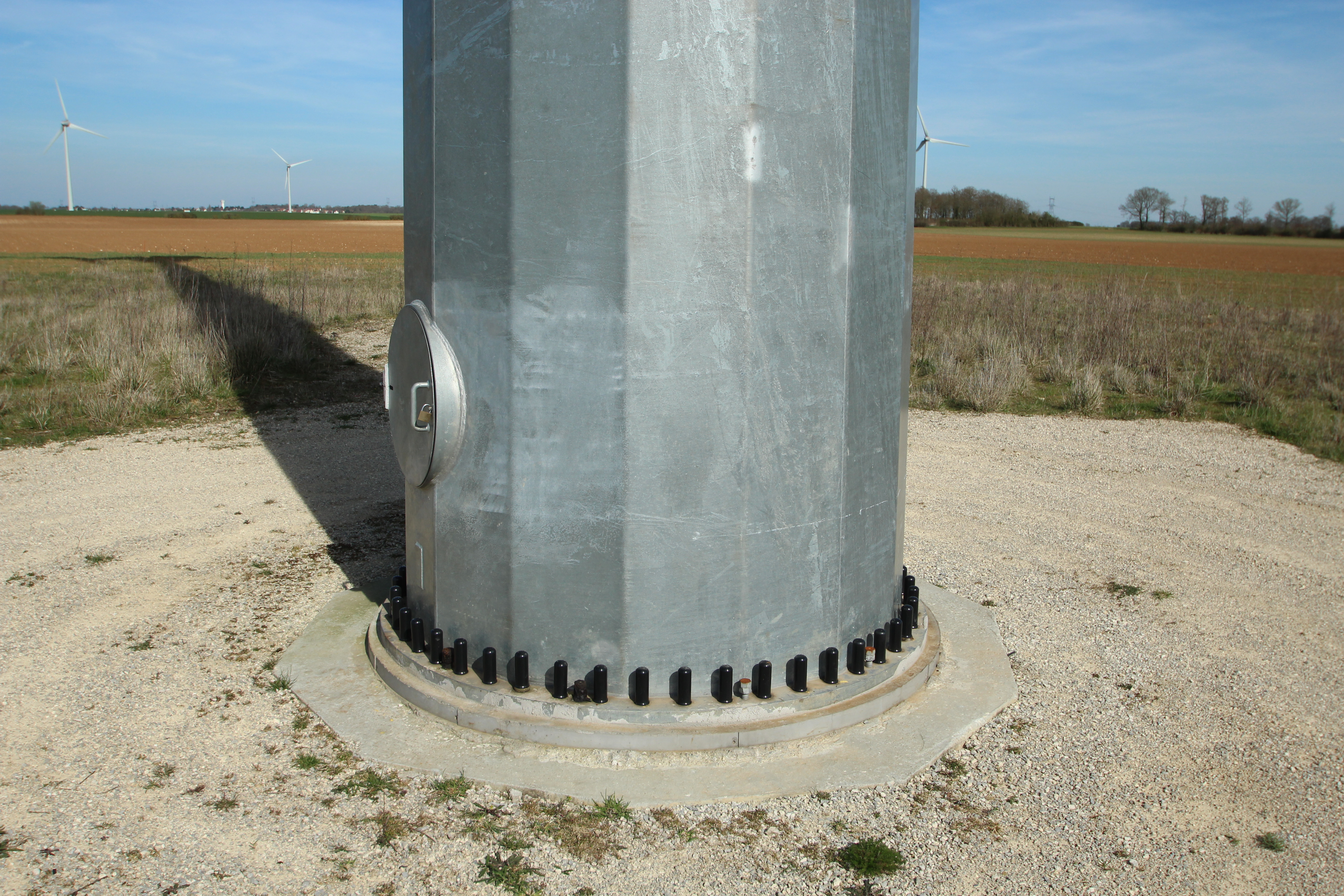
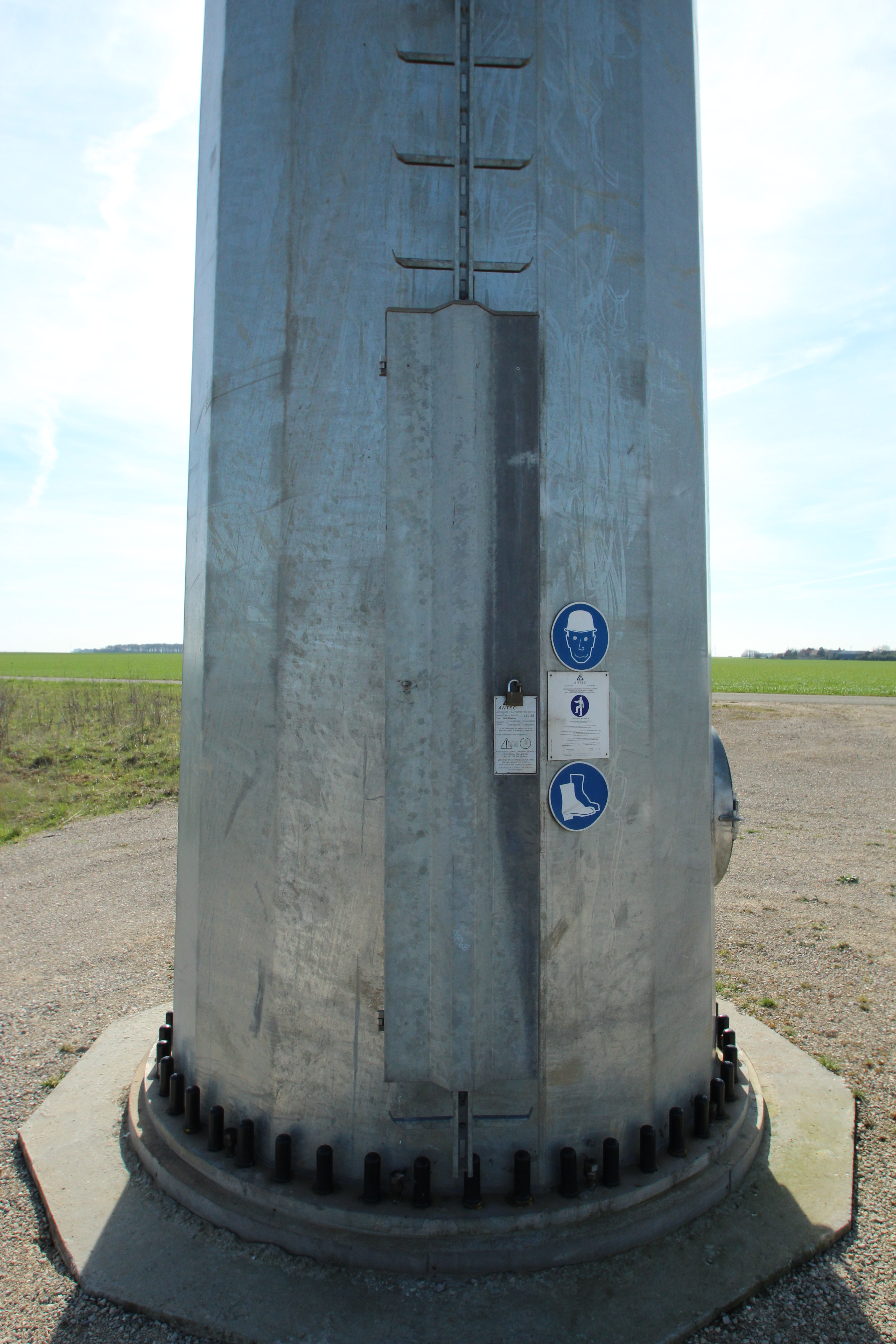
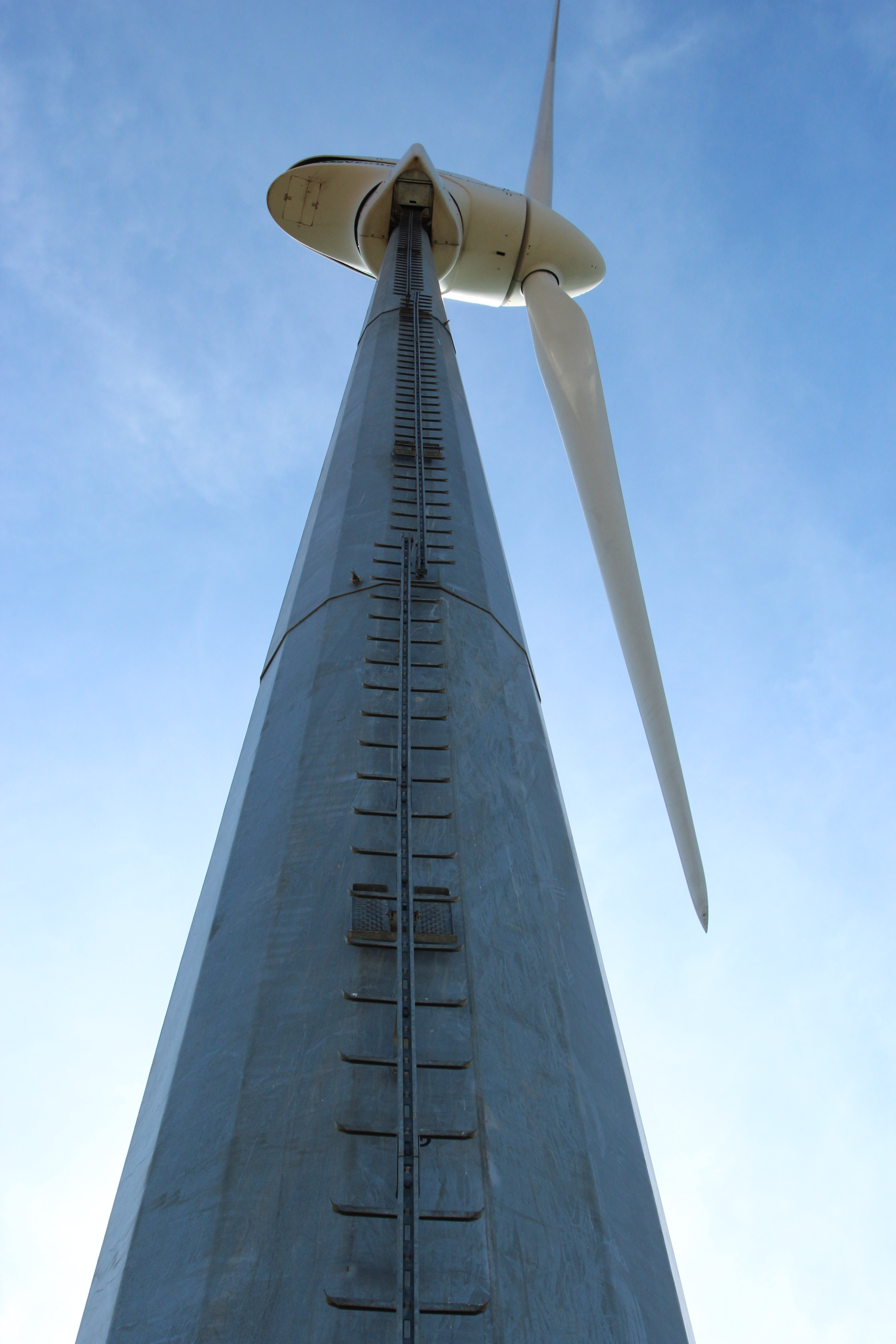

#### Parc éolien des Gargouilles
En mai 2011, quatre turbines Enercon E82/2300, d'une puissance de 2,3 MW chacune, sont mises en service par Futuren, développant une puissance nominale totale de 9,2 MW.

#### Parc éolien des VingtSetiers
Cinq autres turbines identiques sont mises en service, en juin et juillet 2011, sur les communes de Gommerville (1 turbine) et Oysonville (4 turbines) par Futuren, totalisant une puissance de 11,5 MW.

## Culture locale et patrimoine

### Lieux et monuments
- Église Saint-Martin, XIIIe et XVIe siècles, église paroissiale de Gommerville ;
- Église Saint-Germain, XIIIe et XVIe siècles, église paroissiale de Grandville-Gaudreville ;
- Chapelle Notre-Dame de la Sainte-Trinité, 1859 : cette chapelle a été construite à l'emplacement de l'ancienne église paroissiale de Gaudreville[10]. En face de la chapelle est érigé un crucifix, dont le piédestal comporte une inscription, aujourd'hui illisible ;
- Château d'Arnouville, XVIe et XIXe siècles,  Inscrit MH (2009)[11].

Lieux et monuments
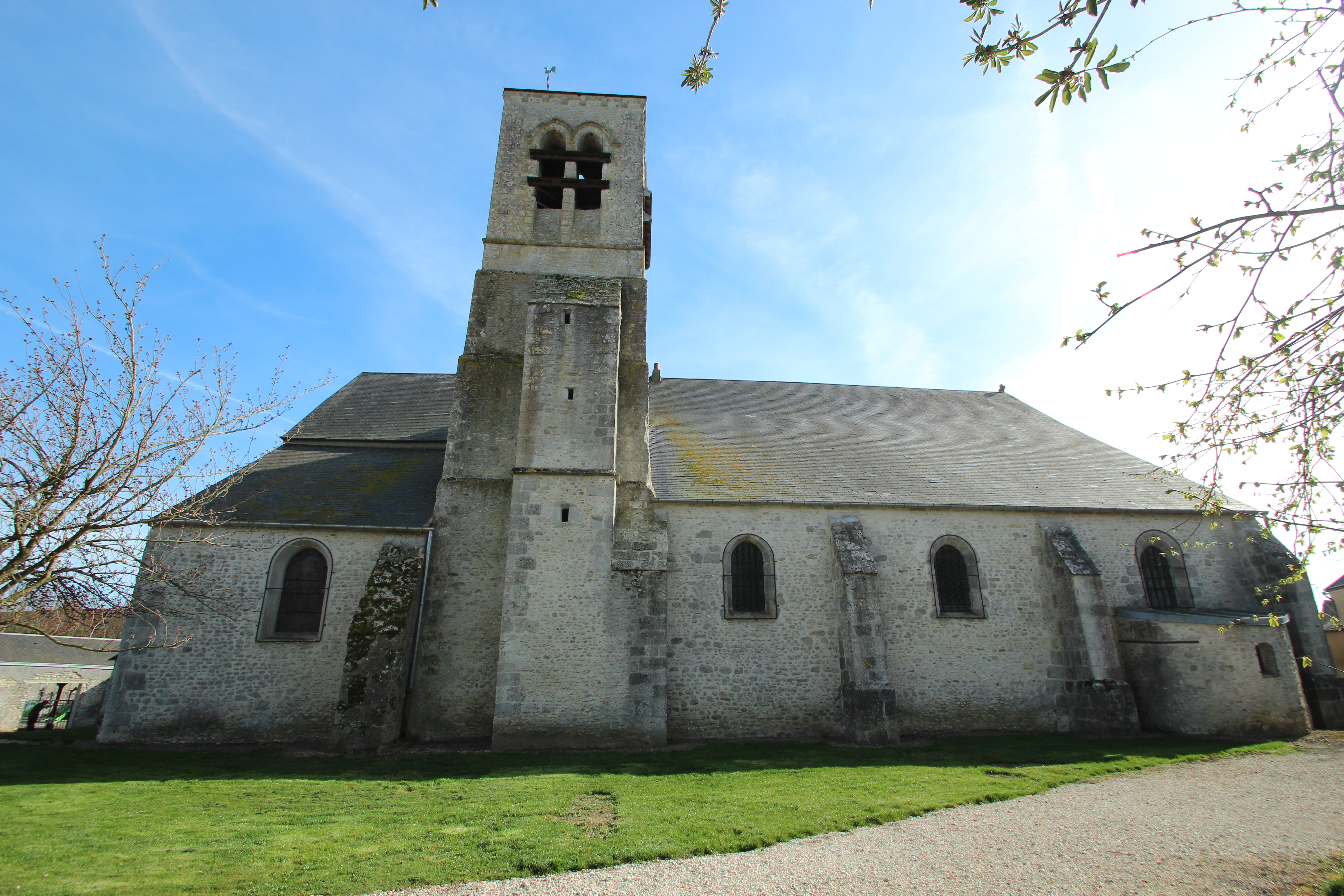
Église Saint-Martin de Gommerville.
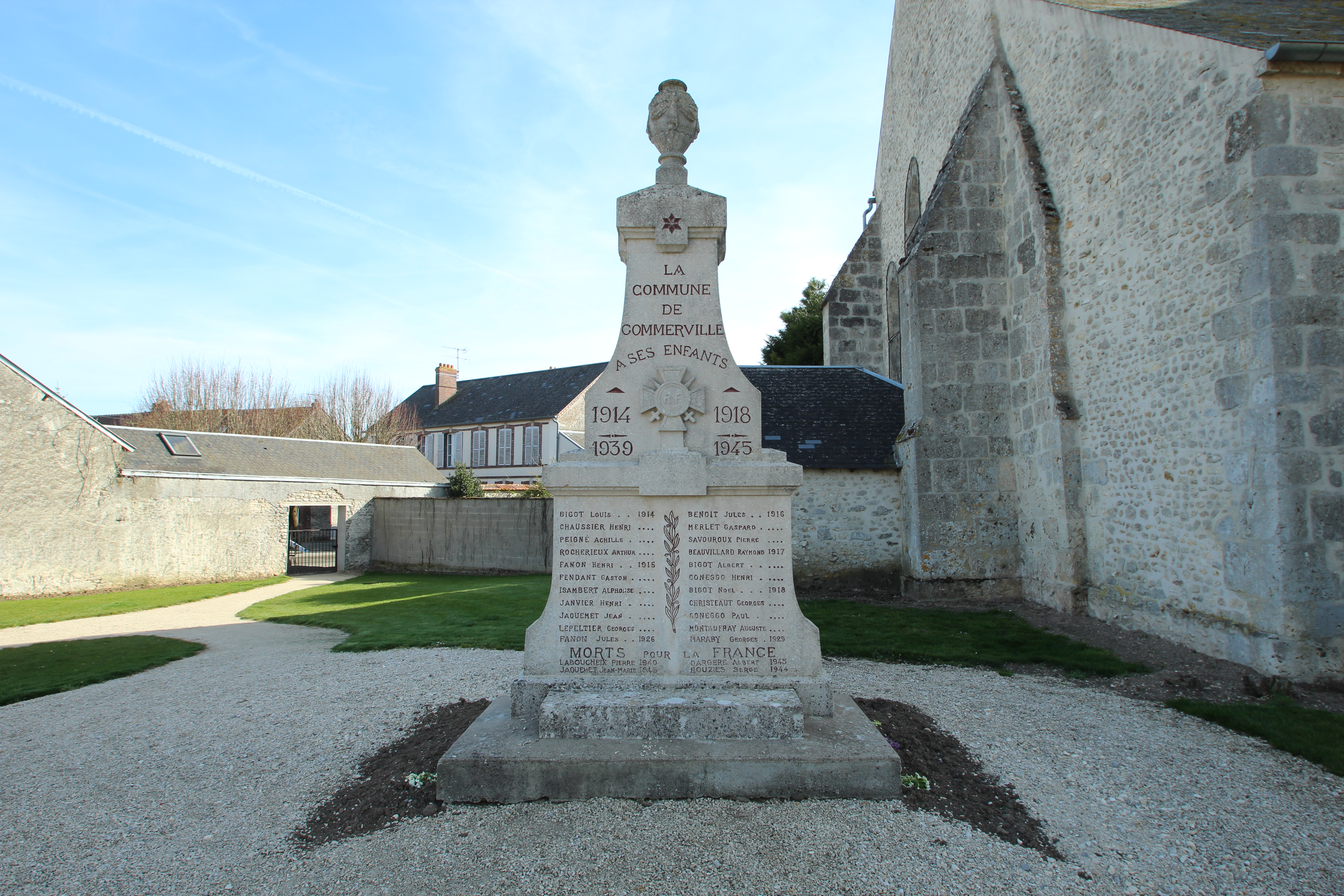
Monument aux morts de Gommerville.
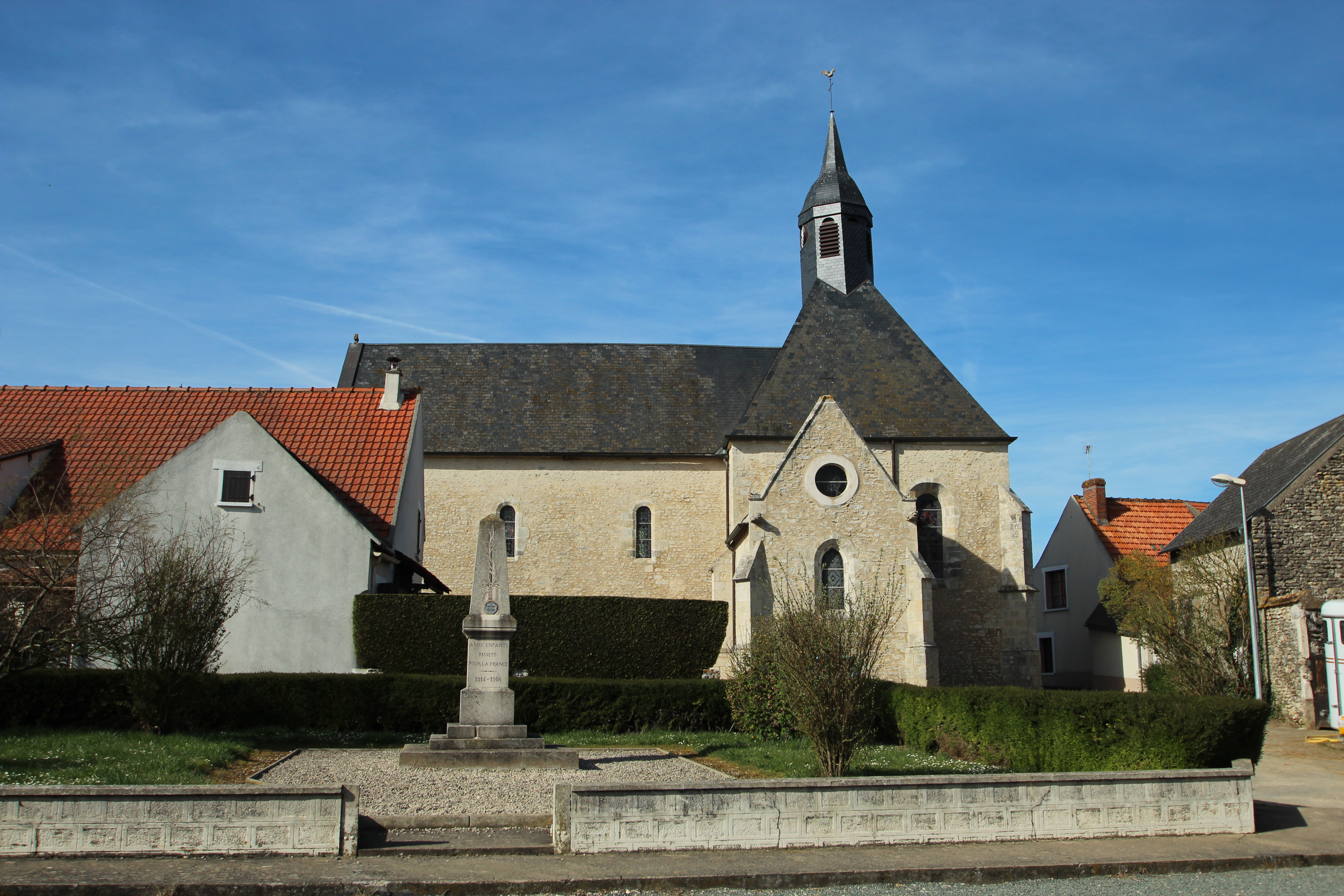
Église Saint-Germain et monument aux morts de Grandville.
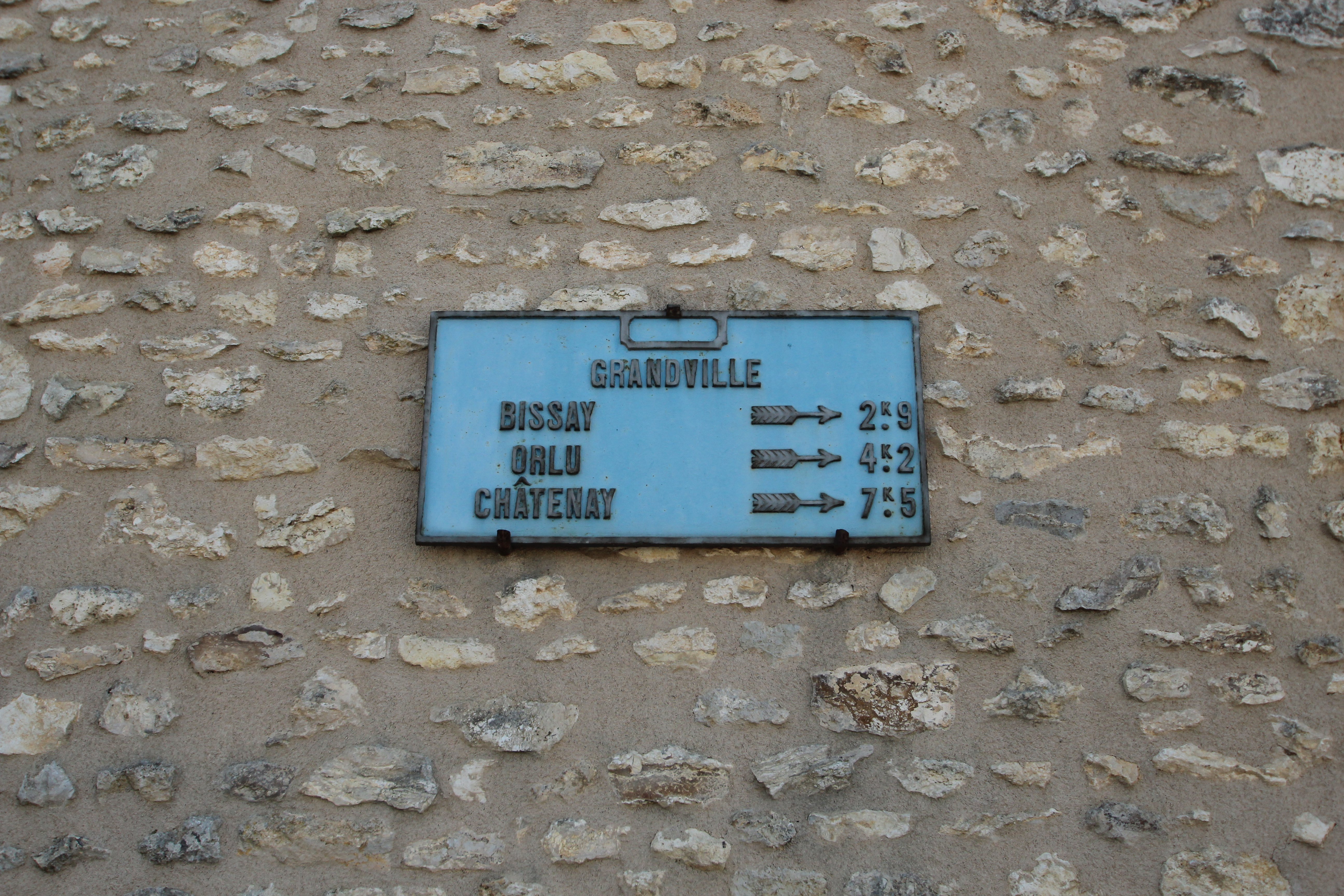
Plaque de cocher à Grandville.
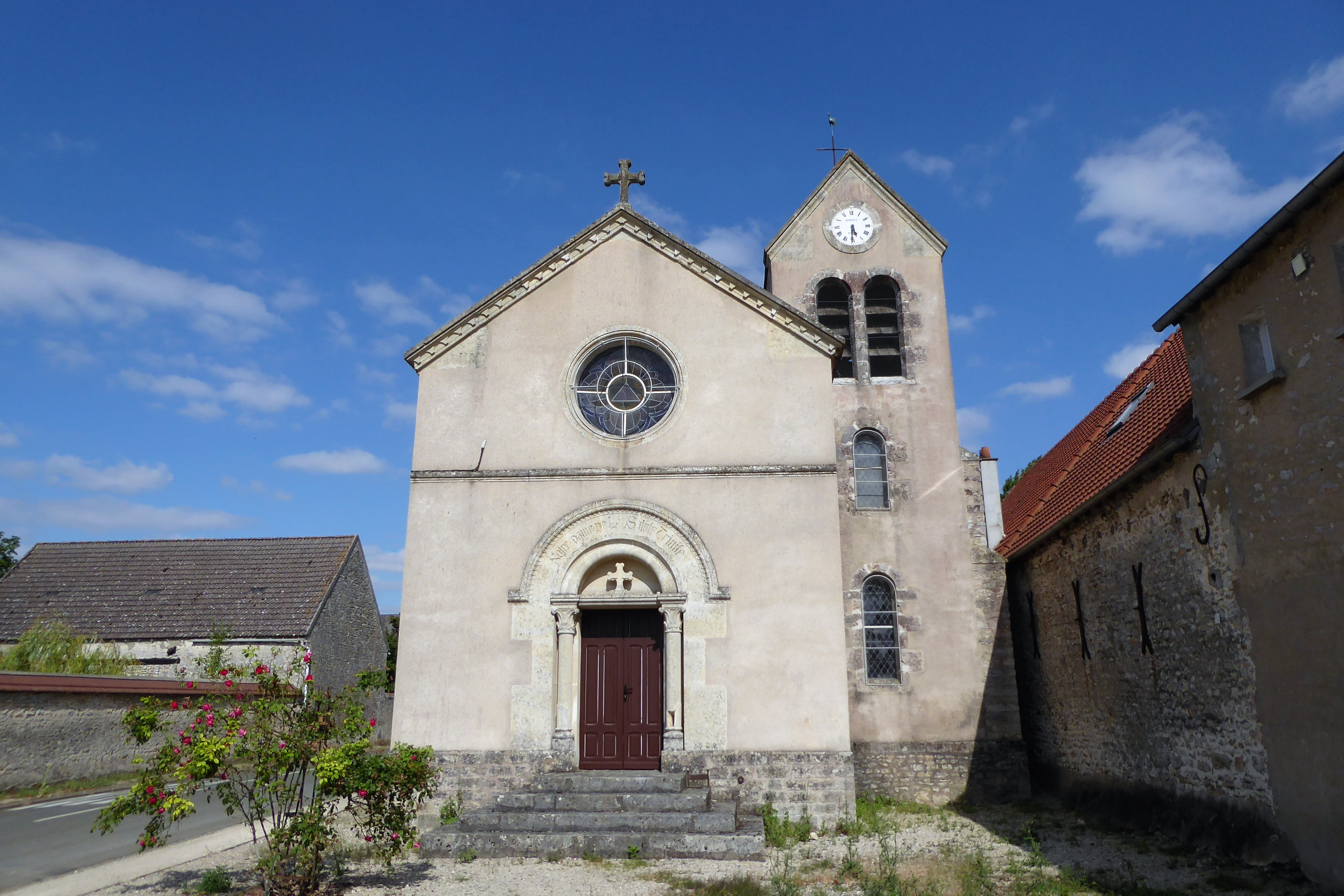
Chapelle Notre-Dame-de-la-Sainte-Trinité de Gaudreville.
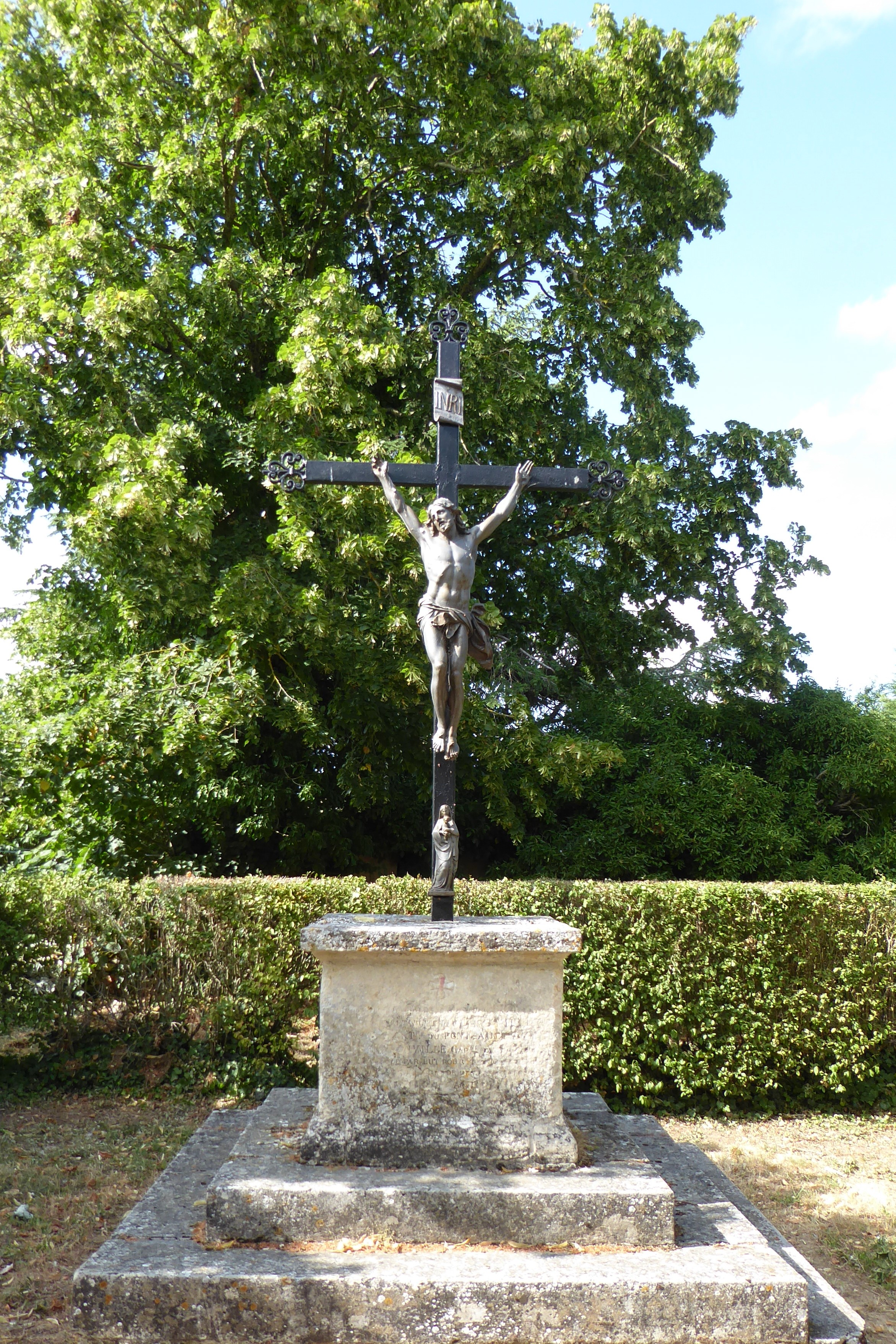
Crucifix de Gaudreville.
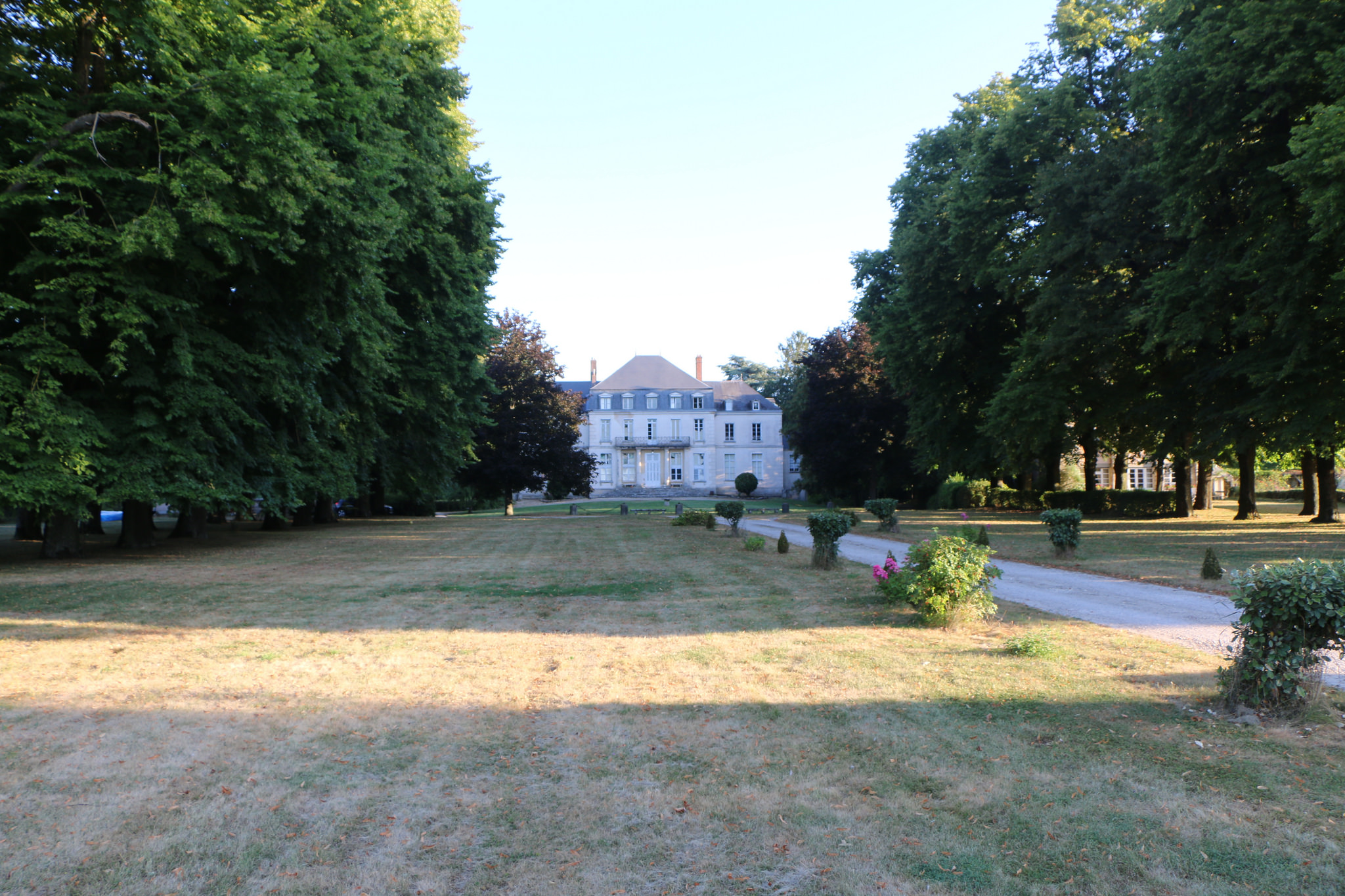
Château d'Arnouville.

### Personnalités liées à la commune
- Famille Choppin d'Arnouville : le château et la seigneurie passent en 1564, par mariage, à René Choppin (1537-1606)[12], échevin de la ville d'Angers et membre du Parlement de Paris, qui est anobli en 1578 ; il est à l'origine de la famille des Choppin d'Arnouville, qui fournit plusieurs parlementaires et hauts fonctionnaires du XVIe au XIXe siècle.
- Émile Bordier (1855-1902), député d'Eure-et-Loir, notaire à Gommerville où il est mort le 24 mai 1902.
- Pierre Pallut (1918-1999), artiste peintre né à Gommerville.[réf. nécessaire]